# 오근영
오근영(1939년 7월 22일 ~ 2024년 4월 2일)은 대한민국의 시인이다.

## 학력
- 춘천고등학교 (졸업)
- 서울대학교 (심리학 / 학사)

## 경력
- 연합통신 상무이사
- 대한언론인회 이사

## 생애
그는 1939년 7월 경기도 의왕에서 태어나 서울대 심리학과를 졸업한 뒤 1966년 동양통신 공채 3기로 입사했다. 그는 1960년대만 해도 통신사가 '중앙지보다는 지역지 전재'를 목표로 하다 보니 서울의 경찰 취재기자라고는 서울시 경찰국에 1명이 출입했을 뿐이었고, 1960년대와 1970년대만 해도 통신은 일반에게는 잘 알려지지 않아 고초를 겪었다. 우리나라 신문이나 방송들은 외신기사에는 꼭 크레디트('워싱턴 = 동양')를 붙여주면서도 통신기자들이 취재한 국내뉴스 기사, 즉 내신기사에 크레디트를 붙이는 데는 대부분 인색했다. 취재를 위해 '00통신인데요.'하고 말을 걸면 '어디라고요?'라고 되묻는 경우가 적지 않아 그는 통신기자로서 느낀 서러움을 자주 느꼈다. 또 1968년 사회부로 발령 난 직후에 겪은 '군기누설 필화사건'에 대한 연류되었는데 당시 국방부 담당 기자가 국방부 장관이 공개회의에서 낭독한 걸 토대로 '전투태세완비 3개년 계획 확정' 제하의 기사를 보도했다는 이유로 기자는 물론 편집부장과 사회부장 등과 함께 구속됐다가 1970년 1심 재판에서 무죄 판결을 받은 사건이다. 서울지검 공안부는 동양통신 기자와 간부를 구속한 걸로도 모자라 신문·방송사 간부와 기자 등 30명을 소환·조사했다가 정치 문제로 번지는 바람에 국방장관과 국회 국방위원장이 인책, 사임하기에 이르렀다. 그는 이 사건을 두고 동양통신은 이 사건으로 다른 언론사와 함께 많은 고초를 겪었다고 회상했다.

### 사망
2024년 4월 2일 사망했다. 향년 85세.